# Gerd von Brandenstein
Gerd von Brandenstein (* 6. April 1942 in Berlin; † 27. Juli 2023 ebenda) war ein deutscher Industriemanager.

## Leben
Von Brandenstein war ein Ururenkel von Carl Heinrich von Siemens, dem Bruder von Werner von Siemens.
Nach dem Abitur 1962 in Rotenburg an der Fulda begann er ein Studium der Volkswirtschaftslehre in Mainz. 1972 begann er seine Karriere bei der Siemens AG. Er arbeitete unter anderem als kaufmännischer Leiter in Ecuador (1975–1978) und als Geschäftsführer in Venezuela (1978–1981). Zuletzt arbeitete er als Chef des Berliner Büros der Siemens-Konzernleitung (2000–2008), als Leiter des Berliner Verbindungsbüros zur Bundesregierung (ab 1994) und als Präsident der Vereinigung der Unternehmensverbände Berlin-Brandenburg (ab 2000). Er war Mitglied im Aufsichtsrat der Degewo.
Von 1986 bis 2021 war Gerd von Brandenstein für die Werner Siemens–Stiftung mit Sitz in Zug tätig. Er war zunächst als Revisor tätig, 1995 wurde er Mitglied im Stiftungsrat. 2015 erfolgte die Wahl zum Vorsitzenden des Stiftungsrates. 2008 wurde er Geschäftsführer der von-Siemens-Vermögensverwaltung GmbH und als Vertreter der Siemens-Familie in den Aufsichtsrat der Siemens AG entsandt, als Nachfolger von Peter von Siemens. Obwohl er bereits die übliche Altersgrenze von 70 Jahren überschritten hatte, wurde er 2013 wiedergewählt. 2015 schied er aus diesen Funktionen aus, seine Nachfolgerin im Aufsichtsrat wurde Nathalie von Siemens.
Von Brandenstein starb am 27. Juli 2023 im Alter von 81 Jahren in Berlin. Er war verheiratet mit Wendula von Brandenstein; aus der Ehe stammen zwei Söhne und eine Tochter.
Gerd von Brandenstein war Rechtsritter des Johanniterordens.

## Ehrungen und Auszeichnungen
- 2003: Verdienstorden der Bundesrepublik Deutschland[11]
- 2010: Verdienstorden des Landes Berlin